# T.O.P
T.O.P(본명: 최승현, 1987년 11월 4일 ~ )은 대한민국의 래퍼이자 작사가, 작곡가, 프로듀서이며, 대한민국의 보이 그룹 (전) 빅뱅의 멤버다. T.O.P은 YG 엔터테인먼트 소속으로 6개월여간 연습생 기간을 거친 후, 빅뱅의 멤버로 데뷔하였다. 그는 배우로서 드라마《아이엠샘》, 《아이리스》과 《19》, 《포화 속으로》, 《동창생》, 《타짜: 신의 손》, 《오징어게임 시즌2》등 여러 작품에 출연했다. 그룹 내에서는 주로 랩 파트를 맡고 있다. 빌보드 K-타운의 컬럼니스트 제프 벤자민은 낮은 음색의 랩핑이 잘 알려져 있다며 언급했다.

## 생애/활동

### 2005–2006: 어린 시절과빅뱅으로의 데뷔

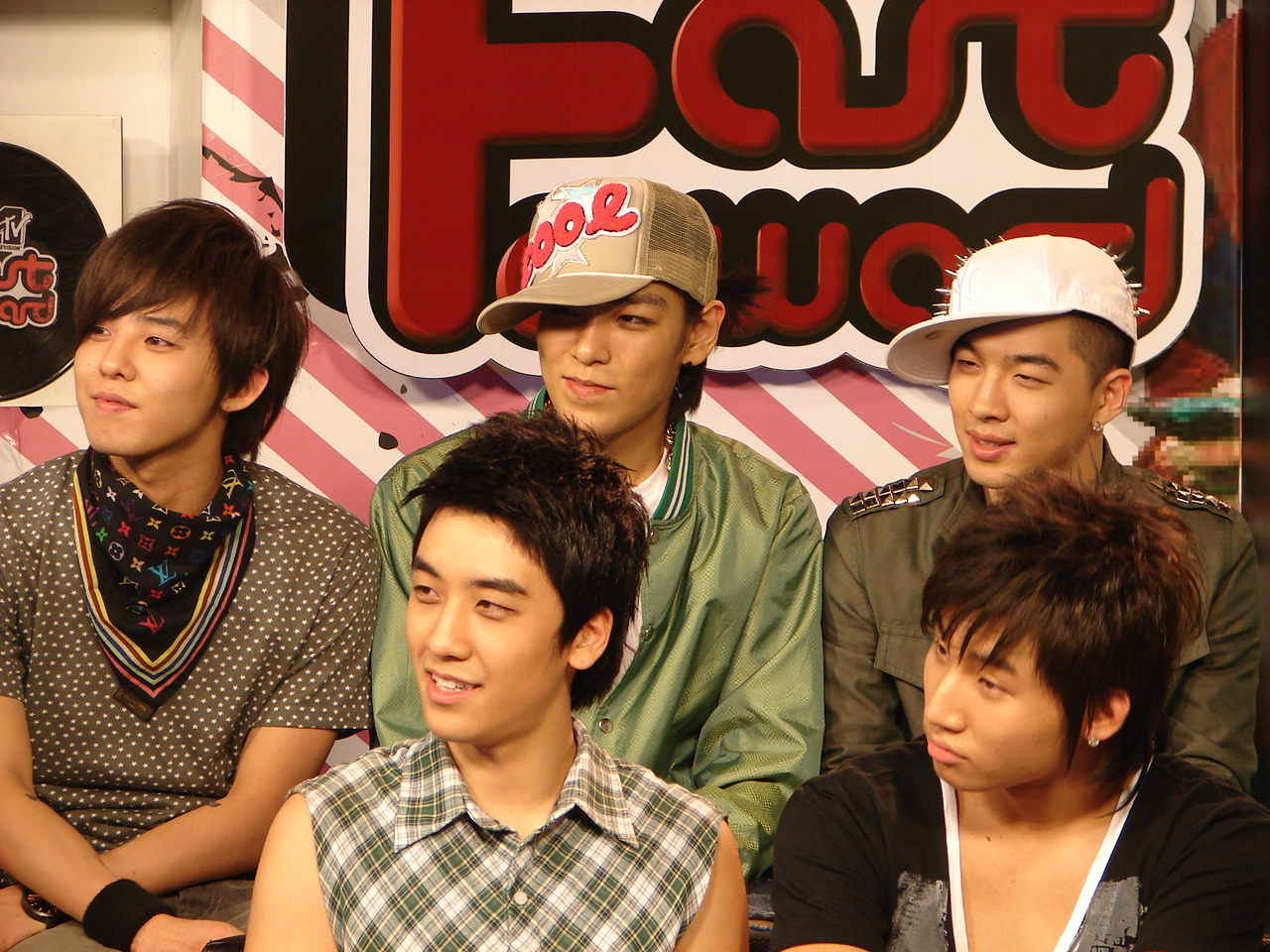
2007년 태국에서 빅뱅.

T.O.P(본명: 최승현)은 1987년 11월 4일 서울특별시 송파구에서 1남 1녀 중 막내로 태어났다. 중학생 시절부터 언더그라운드에서 "T.E.M.P.O"라는 이름의 래퍼로 활동했고, 개인적으로 알고 지내던 지드래곤의 추천을 받아 YG 엔터테인먼트의 연습생으로 발탁되었다. 지드래곤은 그에 대해 중학교 시절 어울렸던 동네 친구였으며 종종 춤과 랩을 함께 했었다고 말했다. 지드래곤이 이후 이동해, 멀리 떨어져 있었을 때, 그는 YG 엔터테인먼트에서 제작하는 남성 그룹의 후보자들을 뽑는다는 소식에 다시 연락을 했었다고 한다. 그는 몇가지 데모 CD를 만들어 양현석 대표에게 보냈고, 이후 연락을 받고 오디션을 볼 수 있었다. 하지만 통통한 살이 찐 모습이였던 그는 이상적인 아이돌 모습과는 너무 동떨어져 처음에는 YG 측으로부터 거절 당했었다. 이후 T.O.P은 "무슨 일이 있어도 꼭 YG에 들어오겠다"라는 생각으로 열심히 운동을 해서 살을 뺐다. T.O.P이란 예명은 당시 YG 소속 가수 세븐이 직접 지어줬는데, 과거 예명의 알파벳을 조합하여 가요계에서 최고(탑)가 되어라는 뜻을 담고 있다. 그는 빅뱅에서 그룹의 멤버 지드래곤과 함께 랩퍼를 맡고 있다. 그는 2006년 곰TV·MTV 코리아에서 방송된 서바이벌 다큐 프로그램 《리얼다큐 빅뱅(BIGBANG)》을 통해 최종 멤버에 발탁이 되었으며, 지드래곤, 태양, 대성, 승리와 함께 YG 엔터테인먼트에서 제작하는 최초의 아이돌 힙합 그룹 빅뱅의 멤버로 정식 합류하게 되었다.
T.O.P은 2006년 12월에 발매된 빅뱅의 첫 번째 정규 음반 《BIGBANG Vol.1》에 수록된 "Big Boy"로 첫 솔로곡을 불렀다. 빅뱅은 2007년 그들의 첫 번째 EP 《Always》의 발매와 동시에 타이틀 곡 "거짓말"은 엄청난 메가히트를 기록했고, 이후 두 번째 EP 《Hot Issue》의 "마지막 인사"와 세 번째 EP 《Stand Up》의 "하루하루"가 연이어 차트 정상을 차지하며 최정상의 대세 그룹으로 우뚝 섰다.

### 2007–2010: 솔로 경력의 성장, 배우 데뷔와GD&TOP
T.O.P은 빅뱅의 앨범 발매에 따른 활동과 동시에 그의 솔로 활동을 시작하며 경력을 쌓아갔다. 2007년 4월, 그는 빅뱅의 멤버 태양, 지드래곤과 렉시의 새 음반 《Rush》의 수록 곡 "Super Fly"의 피처링에 참여했다. 이후 그해 여름, 그는 레드락의 신곡 "Hello"의 뮤직 비디오에 출연했다. 그는 빅뱅의 멤버 중에서 가장 먼저 연기를 시작했으며, 드라마 《아이엠샘》에 출연했다. 이 작품에서 그는 학교의 싸움짱 채무신 역할을 연기했다. T.O.P은 2007년 11월부터 2008년 4월까지 MBC 음악 프로그램 《쇼! 음악중심》의 진행을 맡았다.
2008년, 그는 R&B 가수 거미의 새 음반 《Comfort》의 타이틀 곡 "미안해요"의 피처링 참여와 박산다라와 뮤직 비디오에 출연했으며, 배우 겸 가수 엄정화의 EP 음반 《D.I.S.C.O》의 동명의 타이틀 곡 "D.I.S.C.O"에 피처링에 참여했다. 그해, 그는 단국대학교 공연영화학부 연극과에 08학번으로 입학해, 2014년에 학사 졸업하였다. T.O.P은 이후, 자신의 솔로 활동을 잠시 보류하고 빅뱅의 활동에 주력하였고, 나중에 그의 솔로 경력을 시작했다. 이후 그룹의 멤버로서 활동에 매진한 후, 그는 《아이리스》에서 암살범 빅 역할을 연기하며 다시 연기 활동을 시작했다. T.O.P은 이 드라마의 OST "할렐루야"를 지드래곤, 태양과 함께 불렀다. 다음에는 과거 전 멤버였었던 승리와 한일 합작 텔레시네마 《19-Nineteen》에 주연을 맡았다.

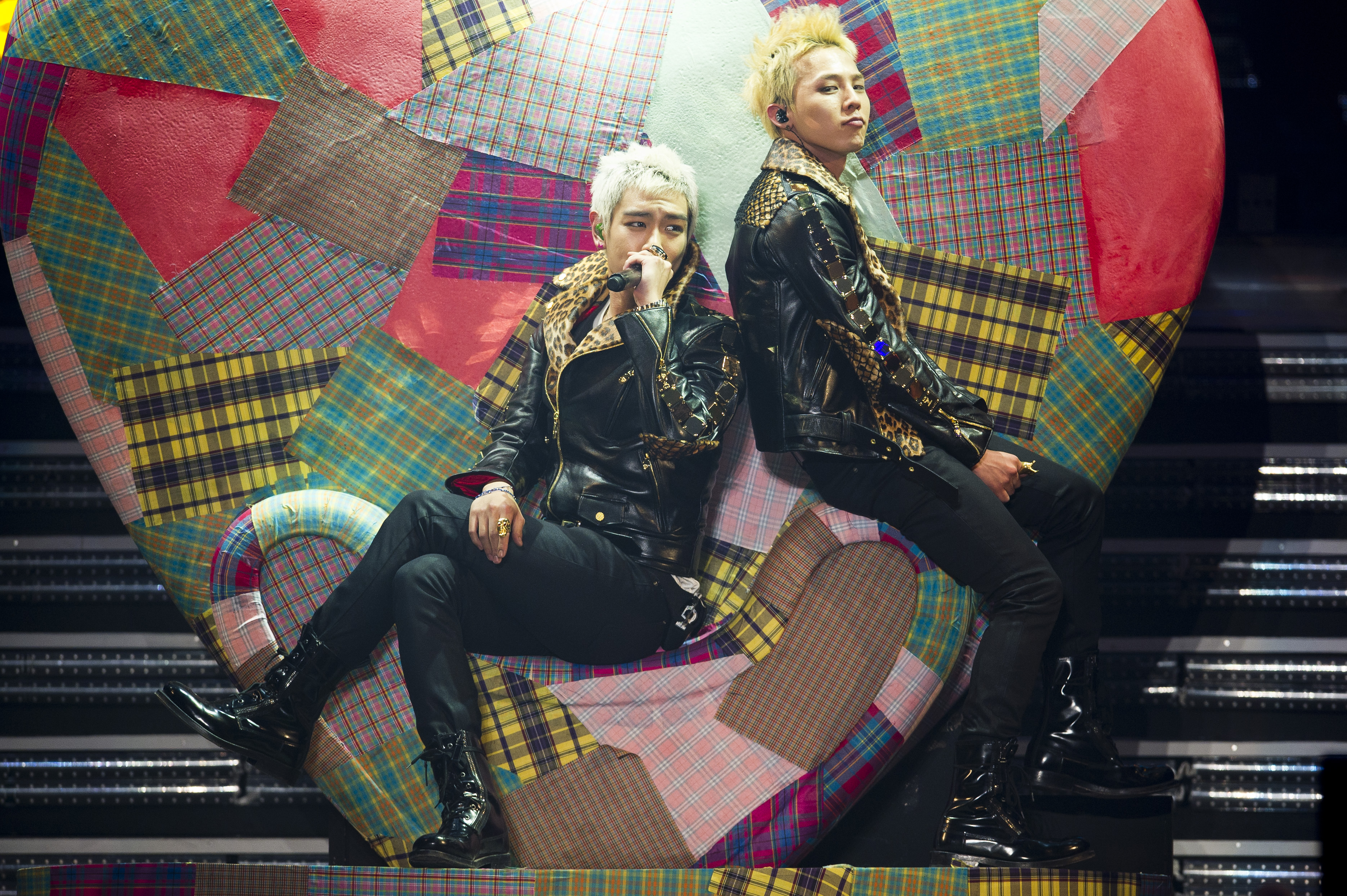
2011년 공연중인 지드래곤과 T.O.P.

그는 2010년 영화 《포화 속으로》에서 주제의식을 짊어지는 주연급의 학도병 중대장 역을 연기해 청룡영화상 신인남우상을 수상했다. 그의 연기는 평론가들에 좋은 평을 얻었다. 동시에 T.O.P은 이전에 그의 솔로 뮤지컬 데뷔를 준비했었다. 2010년 1월 빅뱅의 빅쇼 2010 콘서트가 열리는 동안, T.O.P은 그의 새로운 디지털 싱글 〈Turn It Up〉을 발표했다. 이후 공식 뮤직 비디오는 업로드와 동시에 100만 뷰의 조회수를 기록했다. 그는 자신의 노래로 아이튠즈에 전 세계적으로 발매를 한 대한민국 최초의 가수가 되었다.
2010년 11월, YG 엔터테인먼트는 지드래곤과 T.O.P이 2인조 유닛 GD&TOP을 결성한다고 발표했다. 그해 12월 14일 서울 영등포 타임스퀘어에서 월드 와이드 프리미어 쇼케이스가 열렸고, 유튜브에 생중계되었다. 앨범에 수록 된 "High High", "Oh Yeah", "뻑이 가요", "집에 가지마" 등이 히트하며 상업적 성공을 거뒀다. 앨범은 크리스마스 이브에 발매되어 가온 차트에 1위로 데뷔했고, 20만장에 육박한 판매량을 기록했다.

### 2011-2016:빅뱅활동과 계속된 연기 활동

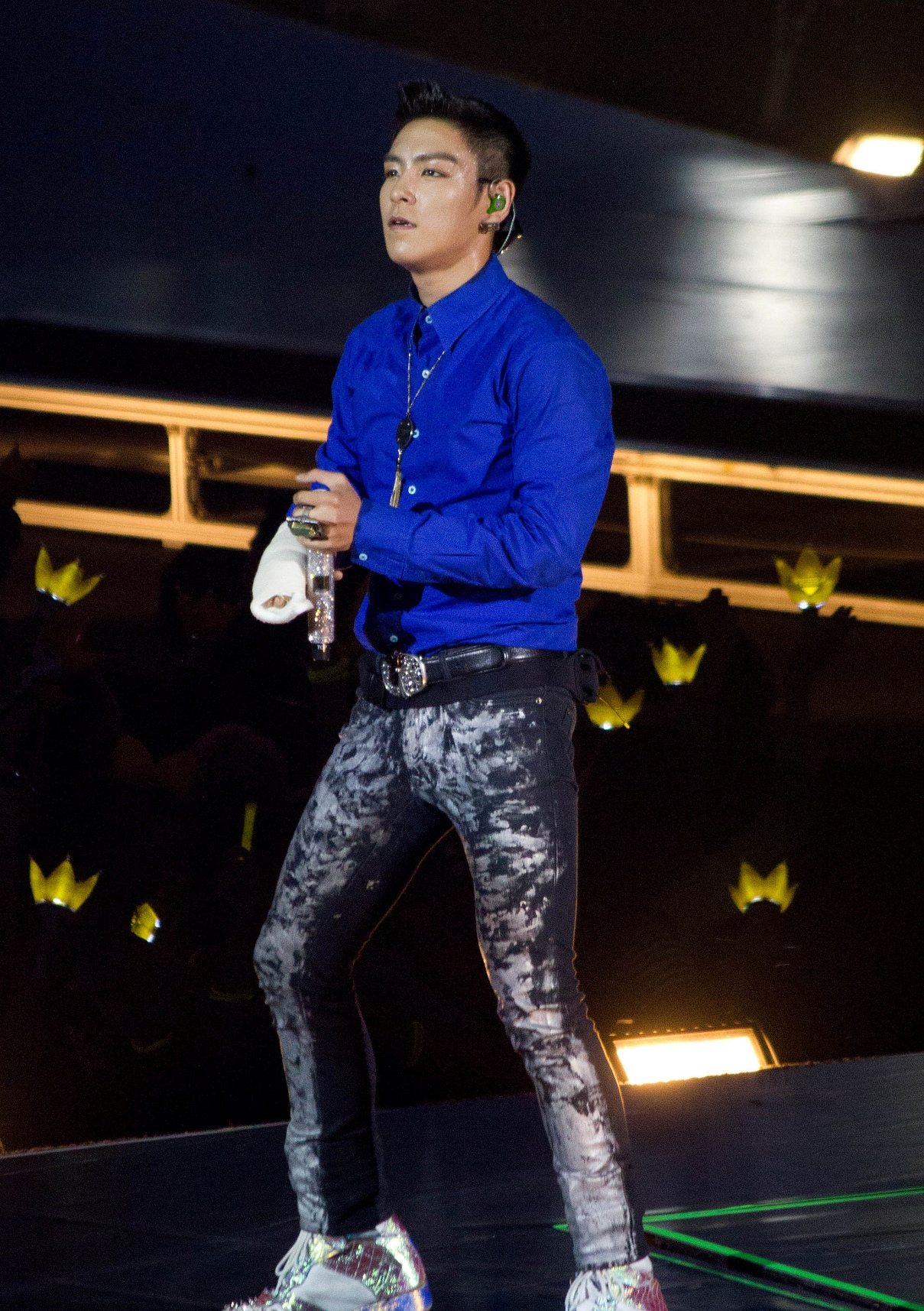
2012년 9월, "Alive World Tour" 공연중인 T.O.P.

2011년 동안, 빅뱅은 그들의 네 번째 EP 《Tonight》을 발매했다. 이후 대성이 교통사고 치사사건, 지드래곤이 대마초 흡연사건에 각각 연루되어 빅뱅의 활동을 전면 중단했다. 2011년 11월 6일, 북아일랜드의 벨파스트에서 열린 MTV 유럽 뮤직 어워드(EMA)에 참석하며 첫 공식 석상에 모습을 드러냈다.
2013년, T.O.P은 3년여 만의 출연작인 영화 《동창생》에서 북한에서 동생을 구하기 위해 남한에 내려오게 되는 간첩 킬러 리명훈 역할을 연기했다. 영화의 전투 장면을 촬영하는 동안, 그는 유리 조각이 손등에 박히는 부상을 입어 수술을 위해 병원에 입원했다. 이로 인해 영화의 촬영은 몇주동안 연기가 되었으며, 그는 빅뱅의 월드 투어 BIGBANG Alive Galaxy Tour 2012를 통해 복귀했다. 그는 부산 국제 영화제에서 주최하는 아시아 스타상에서 루키상을 수상하였고, 이는 한국 배우중에서는 유일한 수상이다. T.O.P은 2013 핫티스트 섹시 심볼 1위에 선정되었다.
2013년 11월, 그는 3년만에 새로운 디지털 싱글 〈DOOM DADA〉 곡을 발표했다. 이 곡은 2013년 Mnet 아시안 뮤직 어워드에서 첫 공연 되었다. T.O.P은 이후 영국의 여성 가수 픽시 로트의 일본 앨범의 수록 곡 "Dancing on My Own"에 지드래곤과 함께 참여하였다. 2014년 T.O.P은 지난 2006년에 개봉한 영화 《타짜》의 2탄 격인 도박 영화 《타짜: 신의 손》에서 주연 함대길 역할을 연기했다. 이후 그는 스위스의 유명 가구업체 비트라와 콜라보레이션으로 가구 디자이너로 데뷔하였다. 그는 푸르덴셜 아이 어워드에서 비쥬얼 컬처상을 수상했다.
2015년, T.O.P은 일본 여배우 우에노 주리와 호흡을 맞춘 한일합작 웹드라마 《시크릿 메세지》에서 사랑의 아픔을 극복하고 새로운 사랑을 찾아가는 영화감독 지망생 우현 역할을 맡아 데뷔 후 처음으로 로맨스 연기를 선보였다.
2017년 2월 9일, T.O.P은 논산 육군훈련소에 JYJ 김준수와 함께 입대하였고, 이후 3월 29일부터 서울경찰악대에 배치되어 의경 복무를 시작하였다.

### 현재
T.O.P은 미술계에서 여러 기록들을 보유하고 있는데 Grogeous 매거진에서 미술계 인플루언서 200명 목록에 오르는 최초의 K-POP 가수이다.
2020년 3월 3일 오전 희망브리지 전국재해협회 측에서 T.O.P이 본명 최승현으로 성금 1억 원을 기부했다고 한다. T.O.P의 기부금은 대구광역시, 경상북도에서 SARS-CoV-2 (코로나바이러스감염증-19) 확산 방지와 환자 치료에 힘쓰고 있는 의료진의 방역물품 구입에 사용된다. 협회 측은 "최승현 씨는 성금을 기탁하며 코로나바이러스감염증-19 극복을 위해 어려움 속에서 헌신하고 계신 의료진 여러분께 깊은 존경과 감사를 드린다. 조금이나마 도움이 되고 싶은 마음을 전했다"고 밝혔다.
2020년 10월 7일 ARTnews에서 알아야 할 컬렉터에 선정되었다.
2022년 4월 봄, BIGBANG 컴백과 함께 봄여름가을겨울에 출연했다. 하지만 탑이 YG를 탈퇴하므로 BIGBANG은 어떻게 흘러 갈지 불분명 하였다. 그리고 1년 뒤 6월 1일 BIGBANG을 탈퇴하였다. 
2024년 12월 26일 오징어게임2에 나와 복귀를 하였다.
그리고 최근 BIGBANG 팬들이 BIGBANG에 컴백 할 수도 있다고 한다. 왜 컴백 할 수도 있는지 궁금하면 유튜브, 네이버 등 인터넷 사이트에 "탑 복귀", "탑 빅뱅 복귀" 등을 쳐보면 나온다.
2025년 6월, 탑이 솔로 앨범을 낸다는 예정이다. 이로서 음악 활동을 재개할 수도 있다.

## 논란 및 사건 사고

### 자세한 내용은T.O.P 대마초 흡연 사건문서를 참고하세요.
가수 겸 배우 탑이 2017년에 대마초를 피운 사건이다.

## 학력
- 서울신천초등학교 (졸업)
- 정평중학교 (졸업)
- 한솔고등학교 (졸업)
- 단국대학교 연극영화과[47]
- 단국대학교 공연영화학부 연극과 (졸업)[48]

## 음반 목록
디지털 싱글
- 2010: Turn It Up
- 2013: DOOM DADA

유닛 음반
- 2010: GD&TOP (with G-DRAGON)

## 음반 외 활동

### 드라마
| 연도 | 제목                    | 역할   | 비고                                      |
| ---- | ----------------------- | ------ | ----------------------------------------- |
| 2007 | 《아이 엠 샘》          | 채무신 |                                           |
| 2009 | 《아이리스》            | 빅     |                                           |
| 2010 | 《아테나: 전쟁의 여신》 | 빅     | 특별 출연                                 |
| 2015 | 《시크릿 메세지》       | 우현   | CJ E&M & 아뮤즈 제작, 한일 합작 웹 드라마 |
| 2024 | 《오징어 게임 2》       | 타노스 | 넷플릭스에서 첫 출연하는 작품             |

### 영화
| 연도 | 제목                  | 역할   | 비고                           |
| ---- | --------------------- | ------ | ------------------------------ |
| 2009 | 《19-Nineteen》       | 서정훈 | 한일합작 텔레시네마, 극장 개봉 |
| 2010 | 《포화 속으로》       | 오장범 |                                |
| 2010 | 《아이리스: 더 무비》 | 빅     |                                |
| 2013 | 《동창생》            | 리명훈 |                                |
| 2014 | 《타짜: 신의 손》     | 함대길 |                                |

### 광고 출연
단독 광고
| 연도          | 기업명            | 브랜드명               | 종류               | 공동 출연                |
| ------------- | ----------------- | ---------------------- | ------------------ | ------------------------ |
| 2007년        | SK텔레콤          | T PLAN                 | 이동통신           |                          |
| 2009년        | LG전자            | 싸이언 크리스탈        | 핸드폰             | 신세경과 출연.           |
| 2010년        | LG전자            | 옵티머스 ONE           | 핸드폰             |                          |
| 2010년        | LG전자            | 옵티머스 마하          | 핸드폰             |                          |
| 2011년        | 캘빈클라인        | 캘빈클라인 진          | 의류               |                          |
| 2011년~2012년 | 해태HTB           | 써니텐 스파클링 에이드 | 음료               | 지드래곤과 출연.(2011년) |
| 2012년        | 삼성물산 패션부문 | FUBU                   | 의류               |                          |
| 2013년~2014년 | (주)밀레          | 밀레                   | 아웃도어           | 박신혜와 출연.           |
| 2014년        | 남양유업          | 2014 프렌츠카페        | 커피 음료          |                          |
| 2014년        | 리복 코리아       | 리복 엑소핏&프리스타일 | 스포츠 브랜드      | 안소희와 출연.           |
| 2014년~2015년 | SK플래닛          | 시럽(Sylup)            | 통합 커머스 브랜드 | [ 49 ]                   |
| 2015년~2016년 | OB맥주            | 카스 비츠 카스 후레쉬  | 주류               |                          |
| 2015년        | 한국코카콜라      | 글라소 후르츠워터      | 음료               |                          |